# بانک بوستون
بانک بوستون (انگلیسی: Bank Boston) شرکت خدمات مالی و بانکداری آمریکایی است، که در سال ۱۷۸۴ تأسیس شد.